# Macromitrium vesiculosum
Macromitrium vesiculosum là một loài rêu trong họ Orthotrichaceae. Loài này được Tixier mô tả khoa học đầu tiên năm 1966.